# Монопол
Монопол (од грчких речи грч. μόνος и грч. πωλεῖν) тржишно је стање у којем се на страни понуде налази само један продавац који је у могућности да одлучујуће утиче на формирање цена, а на страни потражње налази се мноштво купаца без могућности избора другог добављача и утицаја на цену. За монополисту не важи маргинално правило. Монополистичка позиција на тржишту омогућава му да максимизира профит производећи ону количину производа и услуга за коју су маргинални трошкови једнаки маргиналном приходу.
Теоријски гледано и за монополисту важи маргинално правило, јер и монополиста производи до тачке у којој су маргинални трошкови једнаки маргиналном приходу. Међутим, разлика између монополисте и предузећа које послује у савршеној конкуренцији је тај што је крива маргиналног прихода код монополисте опадајућа. А опадајућа крива маргиналног прихода произилази из чињенице да је крива тражње код монополисте такође, опадајућа. Због наведених карактеристика кривих маргиналног прихода и тражње види се да монополиста може манипулисати ценом и производом. У сваком случају, ниво производње монопола је друштвено неефикасан. Глагол монополизовати односи се на процес којим компанија стиче способност да подигне цене или искључи конкуренте. У економији, монопол је појединачни продавац. По правилу, монопол је пословни субјект који има значајну тржишну моћ, односно моћ наплате превисоких цена, што је повезано са смањењем друштвеног вишка. Иако монополи могу бити велика предузећа, величина није карактеристика монопола. Мало предузеће може још увек да има моћ да подигне цене у малој индустрији (или на тржишту).
Монополи се могу појавити природно због ограничене конкуренције, јер је индустрија ресурсно интензивна и захтијева знатне трошкове за рад (нпр. одређене жељезничке системе).
|           | један       | два        | неколико     |
| продаваца | монопол     | дуопол     | олигопол     |
| купаца    | монопсонија | дуопсонија | олигопсонија |